# Deley
Wanderley Alves de Oliveira, mais conhecido como Deley (Volta Redonda, 28 de agosto de 1959), é um ex-futebolista que atuou pela Seleção Brasileira principal na vitória sobre o Uruguai em 21 de Junho de 1984, tendo feito mais 7 jogos pela Seleção Olímpica do Brasil com 5 vitórias, 1 empate e 1 derrota.

## Carreira

### Futebol
Promovido aos profissionais do Fluminense em 1980, ganhou logo no primeiro ano, o Campeonato Estadual do Rio de Janeiro de 1980. Pelo tricolor, conquistou ainda os estaduais de 1983,1984,1985 e o Campeonato Brasileiro de 1984, entre vários outros títulos.
Foi o principal armador de jogadas do Fluminense entre 1980 e 1987 e autor do passe magistral para Assis no Fla-Flu que decidiu o campeonato estadual de 1983, tendo disputado ao todo 280 jogos pelo Tricolor, com 144 vitórias, 77 empates e 59 derrotas, marcando 17 gols.
Deley jogou pelo Fluminense até 1987, até se transferir para o Palmeiras, fez apenas 23 jogos, sofreu uma lesão no olho e passou por problemas pessoais. Após isso passou pelo Botafogo, o Belenenses de Portugal e encerrou sua carreira no Volta Redonda.
Após terminar a sua carreira como jogador de futebol treinou o tricolor carioca em 1994 e 1998.

### Política
Deley, que é formado em Administração Esportiva pela Universidade do Estado do Rio de Janeiro, foi convidado pelo Prefeito Antonio Francisco Neto à assumir o cargo de Secretário de Esporte e Lazer do Município de Volta Redonda em 1997. Entre os projetos desenvolvidos estão a Melhor Idade, hoje com 6228 inscritos; Viva a Vida (18 a 49 anos), com 2101 inscritos; Esporte Solidário (7 a 14 anos), com 4.020 inscritos; Portadores de Necessidades Especiais com 520 inscritos; entre outros. Deley sempre incentivou a população a participar dos eventos permanentes na cidade. Sua atenção sempre foi voltada às crianças, à terceira idade e aos com necessidades especiais.
Depois disso se elegeu no ano de 2002 para o mandato de deputado federal, tendo procurado mostrar como plataforma, após eleito, comprometimento com o esporte fluminense quando da procura por emendas ao orçamento da União. Tendo sido filiado ao PSDB e PV, reelegeu-se, em 2006, com 72.710 votos, já pelo PSC. Com 66.532 votos, não conseguiu se reeleger à Câmara Federal, em 2010. Porém, assumiu em março de 2011 como suplente de Rodrigo Bethlem (PMDB).
Foi reeleito deputado federal em 2014, para a 55.ª legislatura (2015-2019), pelo PTB. Na nova legislatura, votou a favor da admissibilidade do processo de impeachment de Dilma Rousseff. Já durante o Governo Michel Temer, votou a favor da PEC do Teto dos Gastos Públicos. Em abril de 2017 foi contrário à Reforma Trabalhista. Em agosto de 2017 votou a favor do processo em que se pedia abertura de investigação do presidente Michel Temer.

## Títulos
Fluminense
- Campeonato Carioca: 1980, 1983, 1984 e 1985
- Campeonato Brasileiro: 1984
- Taça Guanabara: 1983 e 1985
- Torneio de Seul: 1984
- Torneio de Paris: 1987
- Copa Kirin: 1987
- Trofeo de La Amistad: 1984 (Club Cerro Porteño versus Fluminense)
- Taça Amizade dos Campeões: 1985 (Petro Atlético versus Fluminense)
- Primeiro Turno do Campeonato Carioca: 1980
- Troféu Rádio Globo (Fluminense versus Vasco): 1980
- Taça CND 40 anos (Fluminense versus Vasco) : 1981
- Taça Independência (Taguatinga versus Fluminense): 1982
- Troféu ACB 75 anos (Fluminense versus Bangu): 1982
- Taça Associação dos Cronistas Esportivos: 1983
- Taça O GLOBO (Flu versus Corinthians): 1983
- Troféu Gov. Geraldo Bulhões: 1984
- Taça Francisco Horta (Flu versus Santo André): 1984
- Troféu Prefeito Celso Damaso: 1985
- Taça Sollar Tintas (Fluminense versus America): 1985
- Taça 16 anos da TV Cultura (Avaí versus Fluminense): 1986
- Troféu Governo Miguel Abraão: 1987
- Troféu Lions Club (Fluminense versus Vasco): 1987